# Łyżwiarstwo szybkie na Zimowych Igrzyskach Olimpijskich 2018 – 5000 m mężczyzn
Bieg na 5000 metrów mężczyzn rozgrywany w ramach łyżwiarstwa szybkiego na Zimowych Igrzyskach Olimpijskich 2018 odbył się 11 lutego w hali Gangneung Oval w Gangneung.
Złoty medal wywalczył obrońca tytułu, Holender Sven Kramer, dla którego był to trzeci kolejny triumf na tym dystansie. Ustanowił on również nowy rekord olimpijski. Kolejne miejsca zajęli Kanadyjczyk Ted-Jan Bloemen oraz Norweg Sverre Lunde Pedersen, którzy startowali w tym samym biegu i osiągnęli ten sam rezultat, a o zwycięstwie Kanadyjczyka zadecydował fotofinisz, który pokazał, że Norweg był gorszy o 0,002 sekundy.
Jedyny startujący Polak, Adrian Wielgat, zajął 22, ostatnie miejsce.

## Terminarz
| Data      | Konkurencja | Godzina rozpoczęcia | Godzina rozpoczęcia |
| Data      | Konkurencja | UTC+09:00           | CET                 |
| --------- | ----------- | ------------------- | ------------------- |
| 11 lutego | Finał       | 16:00               | 08:00               |

## Rekordy
Rekordy obowiązujące przed rozpoczęciem igrzysk.
| Rekord            | Zawodnik        | Czas    | Miejsce        | Data            |
| ----------------- | --------------- | ------- | -------------- | --------------- |
| Rekord świata     | Ted-Jan Bloemen | 6:01,86 | Salt Lake City | 10 grudnia 2017 |
| Rekord olimpijski | Sven Kramer     | 6:10,76 | Soczi          | 8 lutego 2014   |

## Wyniki
| Miejsce | Para | Linia | Zawodnik              | Reprezentacja     | Czas     | Strata | Uwagi |
| ------- | ---- | ----- | --------------------- | ----------------- | -------- | ------ | ----- |
| 1.      | 10   | I     | Sven Kramer           | Holandia          | 6:09,76  |        | OR    |
| 2.      | 9    | I     | Ted-Jan Bloemen       | Kanada            | 6:11,616 | +1,85  |       |
| 3.      | 9    | O     | Sverre Lunde Pedersen | Norwegia          | 6:11,618 | +1,85  |       |
| 4.      | 8    | O     | Peter Michael         | Nowa Zelandia     | 6:14,07  | +4,31  |       |
| 5.      | 5    | I     | Lee Seung-hoon        | Korea Południowa  | 6:14,15  | +4,39  |       |
| 6.      | 5    | O     | Bart Swings           | Belgia            | 6:14,57  | +4,81  |       |
| 7.      | 8    | I     | Jan Blokhuijsen       | Holandia          | 6:14,75  | +4,99  |       |
| 8.      | 11   | I     | Nicola Tumolero       | Włochy            | 6:15,48  | +5,72  |       |
| 9.      | 3    | O     | Seitaro Ichinohe      | Japonia           | 6:16,55  | +6,79  |       |
| 10.     | 10   | O     | Patrick Beckert       | Niemcy            | 6:17,91  | +8,15  |       |
| 11.     | 7    | O     | Alexis Contin         | Francja           | 6:18,13  | +8,37  |       |
| 12.     | 11   | O     | Moritz Geisreiter     | Niemcy            | 6:18,34  | +8,58  |       |
| 13.     | 4    | I     | Simen Spieler Nilsen  | Norwegia          | 6:18,39  | +8,63  |       |
| 14.     | 1    | O     | Nils van der Poel     | Szwecja           | 6:19,06  | +9,30  |       |
| 15.     | 4    | O     | Bob de Vries          | Holandia          | 6:22,26  | +12,50 |       |
| 16.     | 2    | O     | Ryōsuke Tsuchiya      | Japonia           | 6:22,45  | +12,69 |       |
| 17.     | 3    | I     | Livio Wenger          | Szwajcaria        | 6:24,16  | +14,40 |       |
| 18.     | 6    | O     | Håvard Bøkko          | Norwegia          | 6:24,50  | +14,74 |       |
| 19.     | 7    | I     | Davide Ghiotto        | Włochy            | 6:29,25  | +19,49 |       |
| 20.     | 6    | I     | Andrea Giovannini     | Włochy            | 6:30,71  | +20,95 |       |
| 21.     | 2    | I     | Emery Lehman          | Stany Zjednoczone | 6:31,16  | +21,40 |       |
| 22.     | 1    | I     | Adrian Wielgat        | Polska            | 6:31,71  | +21,95 |       |